# ルキウス・パピリウス・クルソル (紀元前293年の執政官)
ルキウス・パピリウス・クルソル（ラテン語: Lucius Papirius Cursor、生没年不詳）は共和政ローマのパトリキ（貴族）出身の政治家・軍人。紀元前293年と紀元前272年に執政官（コンスル）を務めた。

## 経歴

### 最初のコンスルシップ
クルソルはスプリウス・カルウィリウス・マクシムスと共に、紀元前293年の執政官に選出された。両執政官共にサムニウムに侵攻、クルソルはドゥロニアを占領した。アクイロニアの戦いでローマ軍を率い、勝利したのはクルソルであり、第三次サムニウム戦争を終結させる決定的な勝利を得た。
両執政官がそれぞれ率いたローマ軍の勝利は、友軍の勝利と相まって、その喜びも大きかった。両執政官は相談し、兵士達に2つの都市の略奪を許した。略奪が完了して都市が空になると、火をつけた。アクィロニアとコミニウムは炎のために同じ日に破壊された。両執政官が率いる軍は合流し、功績のあった司令官や百人隊長に対する論功行賞を行った。
（ティトゥス・リウィウス『ローマ建国史』、X, 44.）
その後クルソルはサエピヌムを包囲、攻略した。ローマに戻ったクルソルは、サムニウムに対する勝利を祝って、盛大な凱旋式を実施した。

### プラエトルシップ
リウィウスによると、その年の終わりにクルソルは執政官選挙のための民会を招集しており、自身はプラエトルに選出されたとしている。

### 二度目のコンスルシップ
紀元前272年、クルソルは再度執政官に就任。同僚執政官は再びカルウィリウスであった。両者はカラブリア州に攻め込み、エペイロス王ピュロス麾下の将軍ミロの篭もるタレントゥム（ギリシア語でターレス。現在のターラント）を攻撃、これを降伏させ、凱旋式を挙行したという。凱旋式のファスティには、カルウィリウスの凱旋式が記録されている。

### その他
リウィウスは、紀元前299年にクィントゥス・ファビウス・マクシムス・ルリアヌスが立候補もしていないのに執政官に選出されたものの、それを断ってクルソルと共に上級アエディリスとなった説を紹介しているが、彼自身はこの説に懐疑的である。

## 家族
同名の父がおり、彼もまたサムニウム戦争で活躍している。リウィウスは、サムニウム人相手にこれほどの勝利を得る事が出来たのはこの親子だけだと賞賛している。

## 参考資料
1. ↑  William Smith, Dictionary of Greek and Roman Biography and Mythology, 1, Boston: Little, Brown and Company, Vol.1 pag.905 n.5
2. 1 2  ティトゥス・リウィウス『ローマ建国史』、X, 38.
3. ↑  ティトゥス・リウィウス『ローマ建国史』、X, 39.
4. ↑  ティトゥス・リウィウス『ローマ建国史』、X, 42.
5. ↑  ティトゥス・リウィウス『ローマ建国史』、X, 45.
6. ↑  ティトゥス・リウィウス『ローマ建国史』、X, 46.
7. ↑  ティトゥス・リウィウス『ローマ建国史』、X, 47.
8. ↑  T. R. S. Broughton (1951, 1986). The Magistrates of the Roman Republic Vol.1. American Philological Association. p. 197
9. ↑  ティトゥス・リウィウス『ローマ建国史』、X, 9.